# 4 Vallées
4 Vallées es una agrupación de cuatro estaciones de esquí del Cantón del Valais: Verbier, Nendaz, Veysonnaz y Thyon. Constituye el mayor dominio esquiable de toda Suiza y el tercero de Europa.
4 Vallées se constituyó en 1983 con la inauguración del teleférico del  Mont-Fort, aunque se comenzó a trabajar en el proyecto de 4 Vallées desde los años 1970.

## Instalaciones
Cuenta con un domino esquiable de 412 kilómetros, con una cota que va desde los 820 metros de altitud hasta los 3330 metros. Existen diferentes medios mecánicos, un total de 82 remontes, para poder acceder a las 96 pistas existentes entre las cuatro estaciones. También se ha construido un campo de golf.
Para poder llegar a 4 Vallées, se puede acceder mediante el ferrocarril Martigny - Le Chable, o utilizando líneas de autobús, además de por carretera.